# Parafia Wniebowzięcia Najświętszej Maryi Panny w Warszawie
Parafia pod wezwaniem Wniebowzięcia Najświętszej Maryi Panny w Warszawie – parafia rzymskokatolicka należąca do dekanatu anińskiego, diecezji warszawsko-praskiej, metropolii warszawskiej Kościoła katolickiego. Erygowana w 1406 roku, jest jedną z najstarszych warszawskich parafii.

## Historia Parafii
- 1403 – Budowa drewnianego kościoła w Zerzniu
- 1406 – Erygowanie parafii Wniebowzięcia Najświętszej Maryi Panny przez biskupa poznańskiego Wojciecha Jastrzębca
- 1445 – Z parafii Zerzeń dla nowej parafii oddzielono wsie: Długa Kościelna, Długa Szlachecka i Żórawia (dzisiejsza Żurawka – część Sulejówka)
- 1599 – Z parafii Zerzeń dla nowej parafii wydzielono wsie: Wiązowna, Dzieciniec (Dziechciniec), Goraska (Góraszka) i Płachta
- 1603 – Wizytacja biskupa poznańskiego Wawrzyńca Goślickiego. Pierwsza informacja o istnieniu szkoły w Zerzniu
- 5.XI.1617 – Wizytacja biskupa poznańskiego (?) W. Piaseckiego (kanonika poznańskiego Pawła Piaseckiego?) parafii Zerzeń
- 1622 – Proboszcz Zerznia otrzymuje darowiznę od Wawrzyńca Podolskiego w postaci gruntu w Zerzniu
- 1739 – Pożar drewnianego kościoła w Zerzniu
- 1888 – Zakończenie budowy murowanego kościoła pod wezwaniem Wniebowzięcia Najświętszej Maryi Panny projektu Konstantego Wojciechowskiego
- 1917 – Konfiskata dzwonów i naczyń liturgicznych z zerzeńskiego kościoła
- 1923 – Wybudowano dom parafialny w Zerzniu
- 1925 – Jedno pomieszczenie w domu parafialnym oddano szkole
- 12.VIII.1941 – Nakaz oddawania na złom dzwonów kościelnych
- 1950-1976 – Odbudowa zniszczonego w 1944 r. kościoła Wniebowzięcia NMP w Zerzniu
- 1977 – Zrekonstruowana po II wojnie światowej świątynia według planów z roku 1880 zostaje wpisana do rejestru zabytków
- 5.VI.1997 – Danuta Wałęsa, żona Prezydenta Polski, oraz Marilyn Quayle, żona ówczesnego wiceprezydenta USA, odwiedziły kościół w Zerzniu
- 2006 – Rok Jubileuszowy Parafii (600-lecie erygowania Parafii przez biskupa poznańskiego Wojciecha Jastrzębca)
- 03.XI.2006 – Dekret erygujący parafię pw. św. Karola Boromeusza w osiedlu Las (wydzielenie z parafii Zerzeń)
- 11.XII.2008 – Dekret erygujący parafię Dobrego Pasterza w osiedlu Miedzeszyn (wydzielenie z parafii Zerzeń)
- 8.X.2018 – Peregrynacja kopii obrazu Matki Bożej Częstochowskiej[1]

## Kler parafialny
- od 1406 – Grzegorz
- do 1472 – Mikołaj Nieżyński - kanonik warszawski
- od 1496 – Stanisław Chociszewski
- do 1573 – Adam Rogulski
- od 1573 – Stanisław Słomczyński
- od 1598 do 1603 – Wojciech z Siennicy
- w 1617 – Tomasz z Bystrzanowa
- od 1790 do 1819 – ks. Franciszek Wierzchowski
- od 1819 do 1829 – ks. Feliks Zalewski
- od 1829 do 1857 – ks. Wacław Ślepowroński
- od 1857 do 1896 – ks. Aleksander Kubin
- od 1896 do 1898 – ks. Henryk Łebkowski
- od 1898 do 1914 – ks. Zacheusz Kasiński
- od 1914 do 1916 – ks. Józef Kajrkuszto
- od 1916 do 1920 – ks. Kazimierz Merklejn
- od 1920 do 1932 – ks. Anastazy Chabowski
- od 1932 do 1947 – ks. Julian Budziszewski
- od 1947 do 1983 – ks. prał. Józef Zagziłł
- od 1983 do 2005 – ks. prałat Marian Mirecki[2]
- od 2005 – proboszcz ks. kanonik Krzysztof Waligóra